# 功徳宝山神呪
功徳宝山神呪を一回となえると、「大集経」によれば、大仏名経に四万五千四百回も礼をしたことになるという。また誠意をもって唱えれば地獄に堕ちず、極楽浄土に行けるといわれている。このため中国の禅宗、浄土宗で功徳があるとしてよく唱えられている。経功徳宝山神呪とも呼ばれている。また、中国のお寺でよく唱えられている十小呪に数えれている。出典は「大蔵経」の諸宗部の密咒圓因往生集（１巻）にある功徳山陀羅尼である。ここから功徳宝山神呪と呼ばれるようになった。